# Лафайет-сквер (Вашингтон)
«Лафайет-сквер» (англ. Lafayette Square) — исторический парк-площадь, названный в честь французского революционера Жильбера Лафайета и располагающийся в одноимённом районе на Эйч-стрит у Белого дома в Вашингтоне — столице США.

## Расположение
Занимая площадь в 7 акров (2,8 га; 30,000 м²), Лафайет-сквер располагается в одноимённом историческом районе к северу от Белого дома на Эйч-стрит между 15-й и 17-й улицами, у Пенсильвания-авеню, Мэдисон-плейс и Джексон-плейс, рядом со станцией метро «Мак-Фёрсон-сквер» на северо-западе города Вашингтон.

## История
В 1801 году территория, на которой сейчас находится Лафайет-сквер, использовалась для строительства Белого дома. В 1804 году при президенте США Томасе Джефферсоне она была отделена от сада построенной резиденции. Образовавшийся парк использовался в качестве поля для скачек, зоопарка, кладбища, невольничьего рынка, лагеря для солдат в период войны 1812 года, а также стал местом политических протестов и торжеств. В 1821 году архитектор Чарльз Булфинч начал реализацию проекта по облагораживанию данной местности как части Президентского парка. В 1824 году сквер был назван в честь первого иностранного гостя Белого дома — маркиза Жильбера Лафайета — французского участника войны за независимость США, совершавшего турне по США. Тогда же в окрестностях парка стали селиться многие известные политические деятели, включая Уильяма Сьюарда, Джона Кэлхуна, Мартина ван Бюрена, Джона Хэя, Генри Адамса. В 1851 году Лафайет-сквер был благоустроен по плану архитектора Эндрю Джексона Даунинга в живописном стиле.
27 февраля 1859 года средь бела дня на Лафайет-сквер член Палаты представителей Дэниель Сиклс застрелил из пистолета прокурора США в округе Колумбия Филипа Бартона Кея II, сына автора гимна США, пришедшего в парк на свидание с женой Сиклса и махавшего ей белым платком с целью пригласить на свидание, что однако послужило лишь сигналом для выстрела конгрессмена.

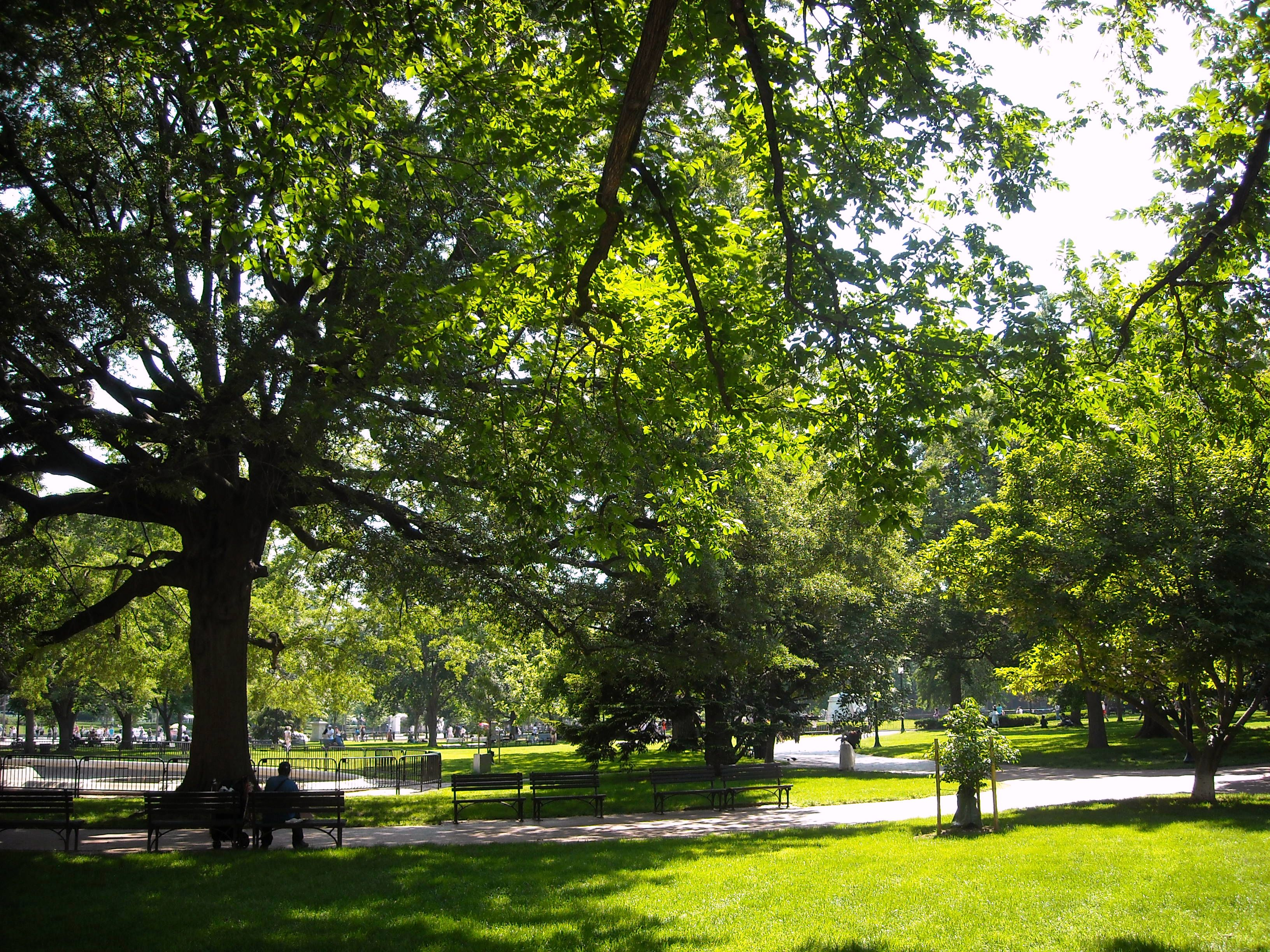
Лафайет-сквер, Вашингтон, округ Колумбия

В 1901 году архитектор Кэсс Гильберт предложил построить по обеим сторонам парка группу монументальных офисных зданий, но эта идея не была реализована, однако позже она была одобрена Конгрессом при президенте Дуайте Эйзенхауэре. Современный вид парка был создан Джоном Уорником в период с 1963 по 1972 год благодаря стараниям президента и первой леди Джона и Жаклин Кеннеди, вмешавшимися в работу Администрации общих служб для противодействия сносу исторических зданий. По проекту Уорника было построено пять новых зданий, гармонично вписавшихся в исторический характер Лафайет-сквер. В 1960 году к северо-западу от статуи Джексона была установлена «скамья вдохновения» Бернарда Баруха, экономического советника шести президентов. 26 августа 1970 года Лафайет-сквер был включён в список Национальных исторических памятников
У Лафайет-сквера располагается самая длительная мирная акция протеста против ядерного оружия, начатая Уильямом Томасом в 1981 году и продолженная после его смерти в 2009 году . Она скончалась в 2016 году, но акция Томаса и Пиччиотто была продолжена другими волонтёрами. В Лафайет-сквер также живёт самая большая из когда и где-либо зафиксированных в городских условиях популяция серых белок, существующая благодаря туристам и горожанам, щедро рассыпающим по парку арахис.

## Архитектура
Парк, благоустроенный зелёными насаждениями, фонтанами и скамейками, окружён различными историческими зданиями, в число которых входят Белый дом — главная резиденция президента США, — дом военно-морского героя Стивена Декейтера, особняк бывшей первой леди Долли Мэдисон, в котором находился Космос-клуб, церковь Святого Иоанна, прозванная «церковью президентов», здание Казначейства, построенное на месте Фридман-банка, директором которого был Фредерик Дуглас, Блэр-хаус, принадлежавший главному хирургу Армии США Джозефу Ловеллу, Бенджамин-Огл-Тэйло-хаус и Хэй-Адамс-отель, здание суда США по федеральным претензиям, располагающееся на месте Беласко-театра, здание Министерства по делам ветеранов, построенное на месте Арлингтон-отеля, здание Исторической ассоциации Белого дома, Исполнительное офисное здание Эйзенхауэра, рядом с которым располагаются Галерея Ренвика и монумент Первой дивизии, а также Новое исполнительное офисное здание.
|              |                    |                        |           |                          |
| Декатур-хаус | Каттс-Мэдисон-хаус | Церковь Святого Иоанна | Блэр-хаус | Бенджамин-Огл-Тэйло-хаус |

В центре парка с 1853 года стоит конная статуя президента Эндрю Джексона, а по углам находятся памятники героям революционной войны — французскому генерал-майору Жильберу де Лафайету (1891 год, юго-восток), французскому генерал-майору Жану де Рошамбо (1902 год, юго-запад), прусскому генерал-майору Фридриху Вильгельму фон Штойбену (1910 год, северо-запад), польскому бригадному генералу Тадеушу Костюшко (1910 год, северо-восток). Позднее по бокам от статуи Джексона были установлены военно-морские урны, которые в 1936 году были перенесены на Мэдисон-плейс и Джексон-плейс.
|         |         |         |          |         |
| Рошамбо | Штойбен | Джексон | Костюшко | Лафайет |